# Instytut Historii Sztuki Uniwersytetu Warszawskiego
Instytut Historii Sztuki Uniwersytetu Warszawskiego (IHS UW) – jeden z instytutów Wydziału Nauk o Kulturze i Sztuce, kontynuującego tradycje dawnego Wydziału Historycznego Uniwersytetu Warszawskiego, prowadzący działalność dydaktyczną i badawczą.

## Historia
IHS UW powstał w 1917, z inicjatywy prof. Zygmunta Batowskiego ze Lwowa. Siedzibą od początku istnienia Katedry, a potem Instytutu, jest gmach prorektorski znajdujący się na głównym kampusie Uniwersytetu Warszawskiego, przy Krakowskim Przedmieściu. Budynek ten został wzniesiony w 1816 r. przez Jakuba Kubickiego i przebudowany w 1861 r. przez Antoniego Sulimowskiego.
Do 31 sierpnia 2020 roku Instytut wchodził w skład Wydziału Historycznego, zaś od 1 września 2020 jest częścią Wydziału Nauk o Kulturze i Sztuce.

## Studia
W Instytucie prowadzone są studia I i II stopnia na kierunku „Historia sztuki" w trybie stacjonarnym i niestacjonarnym, a także studia podyplomowe.
W roku 2022 uruchomiono nowy kierunek studiów  „Historia kultury w dobie humanistyki cyfrowej".

## Kierownictwo Instytutu
- Dyrektor: dr Mariusz Smoliński
- Wicedyrektor: dr hab. Marek Czapelski
- Wicedyrektor ds. studenckich: dr hab. dr Karolina Mroziewicz
- Kierownik studiów niestacjonarnych: dr Weronika Kobylińska-Bunsch
- Kierownik Podyplomowego Studium Muzealniczego: prof. dr hab. Antoni Ziemba

## Struktura[7]
Katedra Historii Kultury
Kierownik: dr hab. prof. ucz. Monika Rekowska, inni samodzielni pracownicy nauki: prof. dr hab. Włodzimierz Borodziej, dr hab. prof. ucz. Małgorzata Karpińska, prof. dr hab. Jerzy Kochanowski, prof. dr hab. Wojciech Nowakowski, dr hab. Jerzy Pysiak, dr hab. prof. ucz. Krzysztof Skwierczyński, prof. dr hab. Wojciech Tygielski, dr Mateusz Wilk
Katedra Sztuki i Kultury Dawnej
Kierownik: prof. dr hab. Antoni Ziemba; inni samodzielni pracownicy nauki: prof. dr hab. Grażyna Jurkowlaniec, prof. dr hab. Jakub Adamski, dr hab. Aleksandra Sulikowska-Bełczowska, dr hab. Michał Wardzyński, dr Zoltán Gyalókay, dr Karolina Mroziewicz, dr Zuzanna Sarnecka, dr Mariusz Smoliński, dr Renata Sulewska
Katedra Historii Sztuki i Kultury Nowoczesnej
Kierownik: dr hab. Iwona Luba; inni samodzielni pracownicy nauki: dr hab. Anna Sieradzka prof. ucz, dr hab. Marek Czapelski, dr hab. Marcin Lachowski, dr hab. Agnieszka Rosales Rodriguez, dr Justyna Balisz-Schmelz, dr Monika Czekanowska-Gutman, dr Wojciech Szymański.
KatedraTeorii Sztuki
Kierownik: dr hab. Gabriela Świtek; inni samodzielni pracownicy nauki: prof. dr hab. Ryszard Kasperowicz, prof. dr hab. Andrzej Pieńkos, dr hab. Barbara Arciszewska, dr Kamila Dworniczak, dr Weronika Kobylińska-Bunsch, mgr Esther Griffin van Orsouw, mgr Felix Schmieder

## Adres
- ul. Prosta 69, 00-838 Warszawa